# Pyrus ussuriensis
Espèce
Synonymes
- Pyrus aromatica Kikuchi & Nakai[2]
- Pyrus lindleyi Rehder[2]
- Pyrus ovoidea Rehder[2]
- Pyrus simonii Carrière[2]
- Pyrus sinensis Lindl.[2]
- Pyrus ussuriensis (Rehder) Rehder[2]

Pyrus ussuriensis est un arbre ornemental du genre Pyrus (Poirier).

## Répartition
Il est originaire de Mandchourie, introduit en Amérique en 1855, à Berlin en 1859 et en Grande-Bretagne en 1865.

## Description
Il peut atteindre 16 m de hauteur. L'écorce est rugueuse, souvent craquelée en carrés et la couronne large. Les feuilles caduques de 5 à 10 cm sont oblongues, presque glabres, d'aspect cireux. Les fleurs sont abondantes et de couleur blanche, roses en bouton. Les poires globuleuses de 3 à 4 cm sont à calice persistant.